# Noel Besi
Der Noel Besi, auch Oelvab in Indonesien, Rio Kusi im Ober- und Rio Besi im Unterlauf, ist ein Grenzfluss zwischen dem indonesischen Westtimor und der osttimoresischen Exklave Oe-Cusse Ambeno.

## Verlauf
Der Fluss entspringt in den Bergen Westtimors als Oelvab. Gebildet wird er aus mehreren Quellflüssen, deren längster und südlichster auf etwa 820 m Höhe entspringt. Nach der Vereinigung der Quellarme windet sich der Fluss nördlich verlaufend durchs Gebirge. Unterhalb des Kali Aplal fließt der Oelvab weiter in Richtung Nordost, wo er sich nach wenigen Kilometern mit zwei weiteren Flüssen vereinigt.
Sobald er den osttimoresischen Suco Malelat erreicht, bildet er bis kurz vor seiner Mündung die Grenze zwischen Indonesien und Osttimor.
Vom Suco Malelat aus fließt der nun Rio Kusi genannte Fluss in nordwestlicher Richtung an der Grenze der Sucos Banafi und Lela-Ufe entlang, bevor er das Suco Usi-Taco erreicht. Der Fluss knickt scharf nach Südwesten ab und fließt die Grenze des Sucos Beneufe entlang. Etwas südlich des Ortes Lamasi knickt er erneut nach Nordwesten ab. Der Fluss weitet sich nun auf und bildet Flussinseln und Nebenarme. Etwas südlich des osttimoresischen Ortes Naktuka teilt sich der Fluss. Während der linke Arm, dabei mehrere Seen bildend, weiter nordwestlich zur Sawusee fließt, knickt der rechte Arm nach Nordosten ab. Beide Arme werden von der nördlichen Küstenstraße überquert. Über den rechten Arm führen dabei zwei Brücken. Dieser Arm fließt zwischen den Orten Oehoso und Manan auf der rechten Seite sowie Naktuka auf der linken Seite, weitere Flussinseln und mehrere Nebenarme bildend, hindurch, um wenig später ebenfalls in die Sawusee zu münden.